# Kirsten van der Kolk

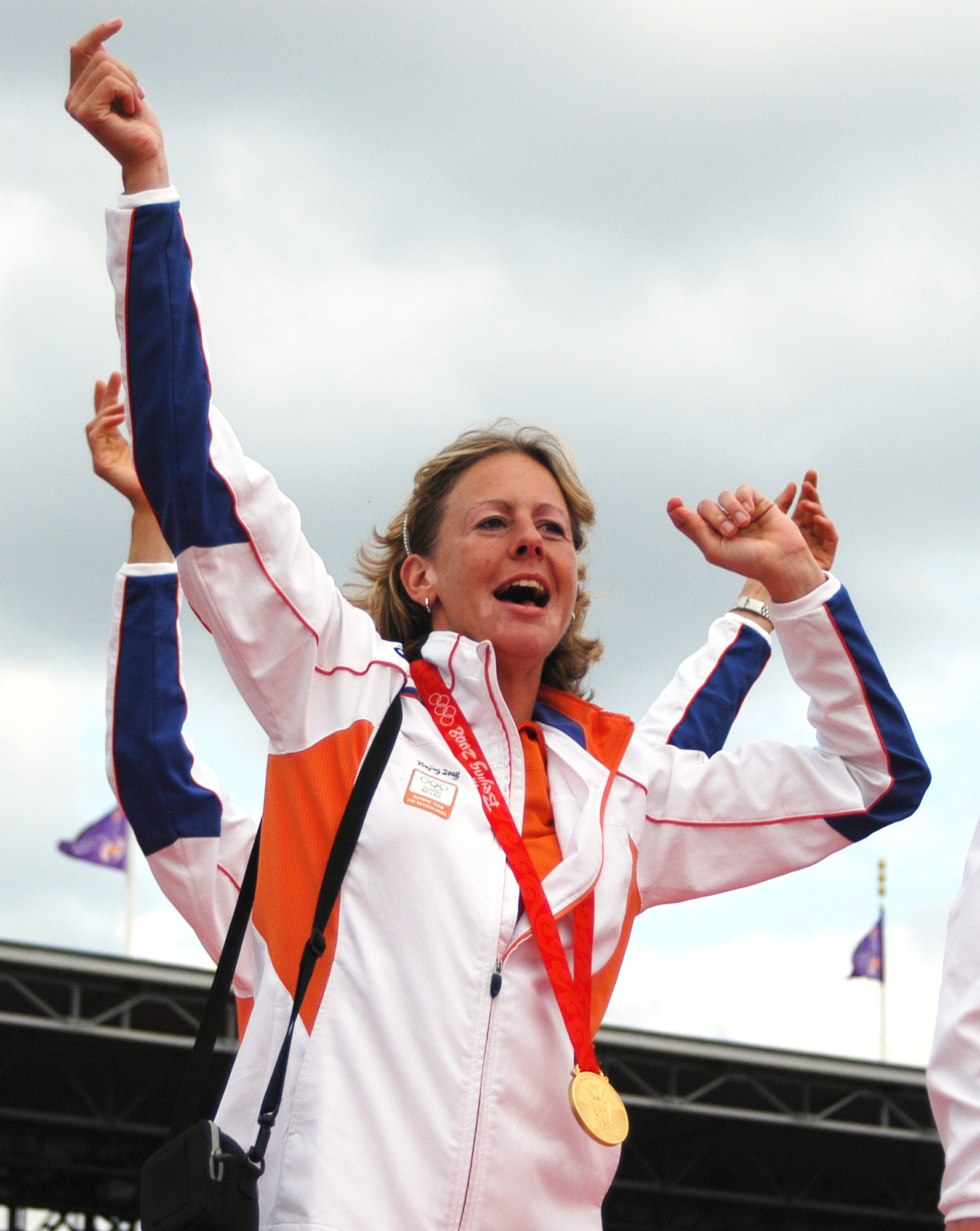
Kirsten van der Kolk 2008

Kirsten Irene Merian van der Kolk (* 18. Dezember 1975 in Haarlem) ist eine ehemalige niederländische Ruderin, die 2008 olympisches Gold im Doppelzweier der Leichtgewichtsruderinnen gewann.
Die 1,72 Meter große Kirsten van der Kolk von der Amsterdamer Studentenvereinigung Nereus trat beim Weltcup 1998 in Luzern noch im Zweier ohne Steuermann an, mit Marit van Eupen belegte sie den dritten Platz. 2000 saßen die beiden im Doppelzweier und erreichten  bei den Olympischen Spielen 2000 den sechsten Platz. Nach einem fünften Platz bei der Weltmeisterschaft 2001 trat Kirsten van der Kolk 2002 im Einer an und erreichte den sechsten Platz bei der Weltmeisterschaft. 2003 kehrte sie zurück in den Doppelzweier und gewann mit Marit van Eupen beim Weltcup in Luzern, bei der Weltmeisterschaft belegten die beiden aber nur den sechsten Platz. Bei den Olympischen Spielen 2004 in Athen gewannen sie die Bronzemedaille.
Ab 2005 trat Marit van Eupen im Einer an und siegte dreimal in Folge bei der Weltmeisterschaft. Kirsten van der Kolk pausierte in dieser Zeit und brachte ein Kind zur Welt. 2007 kehrte sie zurück und belegte bei der Weltmeisterschaft mit dem Doppelvierer den sechsten Platz. Für die olympische Saison 2008 setzte sie sich wieder zu Marit van Eupen in den Doppelzweier und belegte den zweiten Platz beim Weltcup in Luzern. Im Olympiafinale in Peking siegten die beiden mit über einer Sekunde Vorsprung vor den Finninnen. Danach beendete sie ihre internationale Karriere.